# Línea Haverhill
La Línea Haverhill (en inglés: Haverhill Line) es una de las doce líneas del Tren de Cercanías de Boston. La línea opera entre las estaciones Estación del Norte y en Haverhill, iniciando desde Boston, Massachusetts a Haverhill, Massachusetts.